# Loire 46

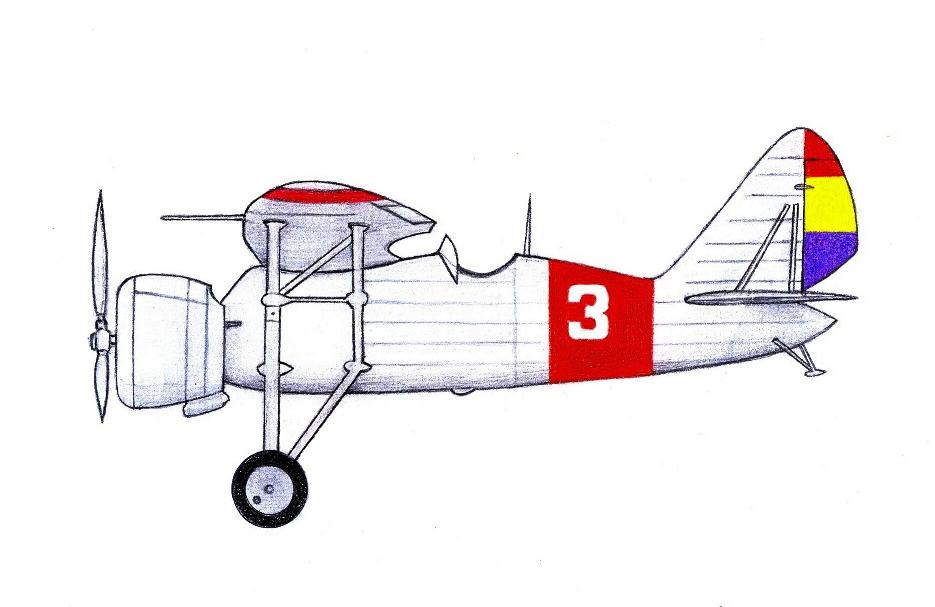

Loire 46 là một loại máy bay tiêm kích một chỗ của Pháp trong thập niên 1930. Nó được hãng Loire Aviation thiết kế và chế tạo, Không quân Pháp được trang bị các máy bay loại nay. Ngoài Pháp, loại máy bay này còn được trang bị cho Không quân Cộng hòa Tây Ban Nha trong cuộc Nội chiến Tây Ban Nha, nhưng khi Chiến tranh Thế giới II bùng nổ thì nó đã bắt đầu bị thải loại.

## Biến thể
Loire 46.01
Mẫu thử đầu tiên.
Loire 46
Phiên bản tiêm kích/huấn luyện.

## Quốc gia sử dụng
Pháp
- Armee de l'Air

 Cộng hòa Tây Ban Nha
- Không quân Cộng hòa Tây Ban Nha

## Tính năng kỹ chiến thuật (Loire 46)
The Complete Book of Fighters 

### Đặc điểm riêng
- Tổ lái: 1
- Chiều dài: 7,88 m (25 ft 10¼ in)
- Sải cánh: 11,83 m (38 ft 9¾ in)
- Chiều cao: 4,13 m (13 ft 6⅝ in)
- Diện tích cánh: 19,50 m² (209,9 sq ft)
- Trọng lượng rỗng: 1.450 kg (3.197 lb)
- Trọng lượng có tải: 2.100 kg (4.630 lb)
- Động cơ: 1 × Gnome-Rhône 14Kfs, 694 kW (930 hp)

### Hiệu suất bay
- Vận tốc cực đại: 370 km/h (200 knot, 230 mph)
- Tầm bay: 750 km (466 mile)
- Trần bay: 11.750 m[2] (38.550 ft)

### Vũ khí
- 4 khẩu súng máy MAC 1934 7,5 mm (0.295 inch)